# Йоглав
Йоглав (болг. Йоглав) — село в Болгарии. Находится в Ловечской области, входит в общину Ловеч. Население составляет 397 человек.

## Политическая ситуация
В  кметстве Йоглав, в состав которого входит Йоглав, должность кмета (старосты) исполняет Ценка Христова Дойчева (Болгарская социалистическая партия (БСП)) по результатам выборов.
Кмет (мэр) общины Ловеч — Минчо Стойков Казанджиев (Болгарская социалистическая партия (БСП)) по результатам выборов.